# Herbert Baldus
Herbert Baldus (* 14. März 1899 in Wiesbaden; † 24. Oktober 1970 in São Paulo) war ein brasilianischer Ethnologe deutscher Herkunft.
Baldus war ein akademischer Schüler von Richard Thurnwald, Konrad Theodor Preuss und Walter Lehmann. Als 1933 die Nationalsozialisten an die Macht kamen, befand sich Baldus auf einer Forschungsreise in Brasilien. Er kehrte in den folgenden 20 Jahren nicht nach Deutschland zurück. 1939 wurde er Professor für brasilianische Ethnologie an der Escola de Sociologia e Poltica de São Paulo. 1946 wurde er zudem Kurator des Museu Paulista, dessen ethnologische Abteilung er systematisch ausbaute.
Ab 1937 publizierte Baldus in portugiesischer Sprache. Er veröffentlichte bedeutende Beiträge zur Indianerforschung im östlichen Südamerika. Emilio Willems bezeichnete die von Baldus 1954 vorgelegte Arbeit "Bibliografia Critica da Etnologia Brasileira" als eine "geradezu monumentale Leistung" Baldus verfasste darüber hinaus den Roman "Madame Lynch" (Berlin: Büchergilde Gutenberg, 1931, 207 p.).